# Hewson Consultants
Pour les articles homonymes, voir Hewson.
Hewson Consultants, ou Hewson Associates, était une entreprise britannique d'édition et de développement de jeux vidéo. Fondée au début des années 1980 par Andrew Hewson et Gordon Hewson, la compagnie se développe avec succès sur le marché des ordinateurs personnels 8-bit.
Elle ferme ses portes en 1991 et fait place à une nouvelle société, 21st Century.

## Histoire
Hewson Consultants est fondée au début des années 1980 par Andrew Hewson et Gordon Hewson. Ce dernier quitte la société dans les premières années laissant Andrew Hewson à sa tête. 
La compagnie se développe avec succès sur le marché des ordinateurs personnels 8-bit (en premier lieu le ZX Spectrum puis le Commodore 64 et l'Amstrad CPC). Elle produit des développeurs indépendants comme Steve Turner, Stephen Crow ou Raffaele Cecco. Les classiques de la compagnie s'appellent Avalon, Uridium, Paradroid, Quazatron, Nebulus, Zynaps, Cybernoid ou encore Stormlord.
Un des atouts de la petite société d'édition est qu'elle dispose d'installations de duplication de cassettes, ce qui lui permet de produire de petits volumes de jeux originaux de manière compétitive. Hewson ne s'occupe que de la commercialisation des jeux et les développeurs ne disposent généralement d'aucune avance, ce qui les libèrent de toute obligation de production et leur offrent une liberté de création totale. Cet arrangement fut la clé de certains classiques de Graftgold estime Turner. Cette division des responsabilités, qui permet aux développeurs d'optimiser les gameplay, a bien fonctionné jusqu'à ce que le coût exponentiel du développement des jeux n'exige un investissement initial de la part de l'éditeur. 
Bien qu'engagée dès 1987 sur le marché des 16-bit (Amiga, Atari ST), la compagnie n'a jamais vraiment franchi le pas (des adaptations de ses hits 8-bit pour l'essentiel). La compagnie ferme ses portes en 1991 et fait place à une nouvelle société, 21st Century, connue pour la série de jeux de flipper Pinball Dreams.

## Productions

### 1982
- Countries of the World (éducatif)
- Machine Code Editor (programmation)
- Music and Sketch (utilitaire)
- Nightflite
- Puckman
- Space Intruders (clone de Space Invaders)

### 1983
- Backgammon
- Di-Lithium Lift
- Heathrow Air Traffic Control
- 3D Space Wars
- Maze Chase
- Nightflite II
- Quest Adventure
- Spectral Panic
- Specvaders

### 1984
- 3D Lunattack
- 3D Seiddab Attack
- Avalon: The 3D Adventure Movie
- Fantasia Diamond
- Heathrow International Air Traffic Control
- Knight Driver
- Technician Ted
- Zap

### 1985
- Astroclone
- Dragontorc
- Gribbly's Day Out
- Paradroid
- Southern Belle

### 1986
- Alleykat
- City Slicker
- Firelord
- Gribbly's Special Day Out
- Powerama
- Pyracurse
- Quazatron
- Technician Ted: The Megamix
- Uridium

### 1987
- Anarchy
- Evening Star
- Eagles
- Exolon
- Gunrunner
- Impossaball
- Herobotix
- Nebulus
- Ocean Conqueror
- Rana Rama
- Thunder Force
- Tower Toppler
- Tunnel Vision
- Zynaps

### 1988
- 5th Gear
- Battle Valley
- Cybernoid
- Cybernoid II: The Revenge
- Eliminator
- Golf Master
- Marauder
- Mr. Wino
- Netherworld
- Orion
- Sunburst
- Scorpion
- Slayer
- Subterranea
- Zamzara

### 1989
- Astaroth: The Angel of Death
- Cyberdyne Warrior
- Head the Ball
- Insects in Space
- International Championship Wrestling
- Maze Mania
- Mission Impossibubble
- Onslaught
- Stormlord
- Steel

### 1990
- Future Basketball
- Klimax
- Kraal
- Stormlord II: Deliverance
- Super Cup Football

### 1991
- Zarathrusta